# Convención
Convención is een gemeente in het Colombiaanse departement Norte de Santander. De gemeente telt 14.018 inwoners (2005).
- Library of Congress Control Number: n88013537
- Nationale Bibliotheek van Israël: 987007567230505171
- Virtual International Authority File: 123253886

Abrego · Arboledas · Bochalema · Bucarasica · Cáchira · Cácota · Chinácota · Chitagá · Convención · Cúcuta · Cucutilla · Durania · El Carmen · El Tarra · El Zulia · Gramalote · Hacarí · Herrán · La Esperanza · La Playa · Labateca · Los Patios · Lourdes · Mutiscua · Ocaña · Pamplona · Pamplonita · Puerto Santander · Ragonvalia · Salazar de las Palmas · San Calixto · San Cayetano · Santiago · Sardinata · Silos · Teorama · Tibú · Toledo · Villa Caro · Villa del Rosario